# Angiopteris subcuspidata
Angiopteris subcuspidata är en kärlväxtart som beskrevs av Rosenst. Angiopteris subcuspidata ingår i släktet Angiopteris och familjen Marattiaceae. Inga underarter finns listade i Catalogue of Life.